# Ansonia fuliginea
Ansonia fuliginea – gatunek płaza bezogonowego z rodziny ropuchowatych (Bufonidae).
Samce osiągają wielkość do 3,6 cm, samice do 4,4 cm.

## Występowanie
Występuje jako gatunek endemiczny na Borneo w rejonie góry Kinabalu, w północnej części wyspy położonej na terenie malezyjskiego stanu Sabah.